# 阿剌罕 (速勒都思氏)
阿剌罕（蒙古語轉寫：Alaqan），出身速勒都思氏，13世纪前期蒙古帝国的千户。
阿剌罕是成吉思汗四杰之一赤老溫第二子。阿剌罕以恭谨事奉成吉思汗。成吉思汗有一次受重伤，阿刺罕用各种办法治疗，七日而愈。《史集》记载，赤老温的职位由赤老温的长子宿敦继承，当窝阔台登基时，阿剌罕奉命服侍窝阔台的儿子阔端。阔端最初没有自己的兀鲁思，窝阔台登基后，将拖雷的四千户分给他，并在河西成立了新的兀鲁思。阿剌罕之子锁兀都，窝阔台命他到河西侍奉阔端太子。鎖兀都夫人牟忽黎为阔端的儿子只必帖木儿王保母。阔端去世，只必帖木儿嗣位。镇守河西，以鎖兀都之子唐古䚟領王府怯薛官及所属軍匠保馬諸民，共五十餘年。七十六岁去世，葬在西涼州。其夫人忽都䚟・伯要真氏，六十岁去世，其墓在永昌府。唐古䚟的长子是健都班。

## 家族
- 千户鎖儿罕失剌（Sorqan Šira，سورغان شيره/Sūrghān Shīra）
  - 赤老温（Čila'un ba'atur，چيلاوغان بهادر/Chīlāūghān bahādur）
    - 宿敦（Sudon noyan，سدون نویان/Sudūn Nūyān）
      - （Qajudar，قاجودر/Qājūdar）
      - （Sartaq noyan，سرتاق نویان/Sartāq Nūyān）
      - （Burja，بورجه/Būrja）
      - 孙札黑那颜（Sunjaq noyan，سونجاق نویان/Sūnjāq Nūyān）
      - 秃丹（Tudan，تودان/Tūdān）
        - （Malik，ملك）
          - 万户出班（Čuban，جوبان/Jūbān）
            - （Amīr Ḥasan，أمير حسن）
            - （Temür taš，أمير تیمور تاش/Amīr tīmūr Tāsh）
            - （Damshaq noyan，خواجه نویان）
            - （Shaikh Maḥmūd，شيخ محمود）

    - 阿剌罕（Alaqan）
      - 鎖兀都（Soγudu）
        - 唐古䚟（Tangγutai）
          - 健都班（Gaindu-dpal）

    - 纳图儿（Nadr）
      - 察剌（Čalan）
        - 忽訥（Uquna）
          - 脱帖穆耳（Toq temür）
            - 月魯不花（Örüg buqa）

  - 沉白（Čimbai）